# Molopopterus allardi
Molopopterus allardi är en insektsart som beskrevs av Irena Dworakowska 1981. Molopopterus allardi ingår i släktet Molopopterus och familjen dvärgstritar. Inga underarter finns listade i Catalogue of Life.